# 시흥시 (선거구)
시흥시는 대한민국의 옛 국회의원 선거구이다. 당시 경기도 시흥시 지역을 관할했다.

## 역사
제15대 국회의원 선거를 앞두고 시흥시·군포시 선거구에서 분리되면서 신설되었다.
제17대 국회의원 선거를 앞두고 시흥시 선거구가 갑, 을로 분리되면서 폐지되었다.

## 역대 국회의원
| 선거   | 정당 | 정당         | 의원   |
| ------ | ---- | ------------ | ------ |
| 1996년 |      | 통합민주당   | 제정구 |
| 1999년 |      | 자유민주연합 | 김의재 |
| 2000년 |      | 새천년민주당 | 박병윤 |

## 역대 선거 결과

### 대한민국 제15대 국회의원 선거
|  | 42.94% |

|  | 27.92% |

|  | 21.14% |

|  | 7.98% |

### 1999년 대한민국 재보궐선거
|  | 52.48% |

|  | 47.52% |

### 대한민국 제16대 국회의원 선거
|  | 40.07% |

|  | 37.86% |

|  | 13.65% |

|  | 4.34% |

|  | 4.06% |